# 国衙光経
国衙 光経（こくが みつつね）は、戦国時代の武将。安芸国の国人・吉川氏の一門。父は吉川氏当主である吉川経基。諱は光継（みつつぐ）とも。

## 生涯
安芸国の国人・吉川氏当主である吉川経基の四男として生まれる。安芸国山県郡川戸村の国衙領を本拠とし、「国衙」の名字を名乗った。
永禄3年（1560年）1月11日に死去。
その後の国衙氏は、江戸時代には岩国領主・吉川家の家臣として続いた。